# Parada de Cigarrosa
La Parada de Cigarrosa, igualmente conocida como Parada de Sigarrosa, es una plataforma desactivada de la Línea del Corgo, que servía a la localidad de Sigarrosa, en el ayuntamiento de Vila Real, en Portugal.

## Historia
Esta plataforma se localiza en el tramo entre las Estaciones de Vila Real y Pedras Salgadas de la Línea del Corgo, que fue inaugurado el 15 de julio de 1907.
El tramo entre Vila Real y Chaves fue desactivado en 1990.